# Matra (automerk)
Matra (Mécanique, Aviation et Traction) is van oorsprong een Franse producent van onder andere geleide wapensystemen voor de Franse lucht- en ruimtevaartindustrie. Van 1964 tot en met 2003 is Matra actief geweest als autoproducent, eerst als Engins Matra, ten slotte als Matra Automobile.

## René Bonnet Djet
In de jaren zestig leverde Matra kunststofcarrosserieën en een productiefaciliteit in de voormalige Normant-textielfabriek te Romorantin voor de bouw van de sportwagens van René Bonnet. Deze bouwde de René Bonnet Djet sportwagen, op basis van Renault techniek (motor van de Renault 8, versnellingsbak van de Renault Estafette). Dit was de eerste in serie geproduceerde auto met middenmotor en kunststofcarrosserie. De naam Djet werd gekozen, omdat men bang was dat de Fransen het woord Jet (Engels voor straaljager) verkeerd zouden uitspreken.
Bonnet bracht van 1962 tot 1964 4 versies op de markt:
- Djet I met 1108cc motor (65 pk), topsnelheid 165 km/h.
- Djet II met 1108cc-motor (80 pk), topsnelheid 190 km/h.
- Djet III/Djet IV/Aerodjet met 998cc-motor met dubbele bovenliggende nokkenas (100 pk). Deze modellen zijn voor competitiegebruik ontwikkeld.

Toen Bonnet in oktober 1964 in de financiële problemen kwam, nam Matra de productie over en daarmee ook de René Bonnet Djet sportwagen, die omgedoopt werd tot Matra-Bonnet Djet. Dit kwam Matradirecteur Sylvain Floirat goed uit, hij wilde in het kader van diversificatie van het Matraconcern in de autosport stappen en benoemde de nog jonge Jean-Luc Lagardère tot manager van de kersverse autosportdivisie.
Uiteindelijk zijn er van de René Bonnet Djet 164 exemplaren gebouwd.

## Modellen

### Djet/Jet

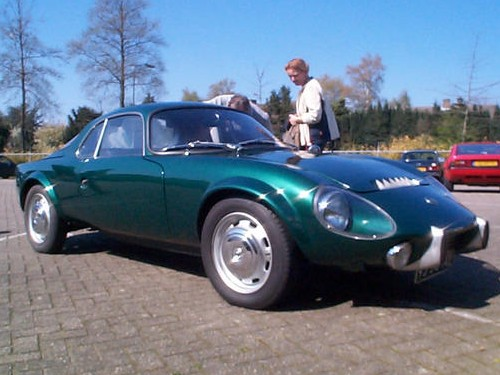
Matra Bonnet Djet V

Nadat Matra de productie van Bonnet had overgenomen, werd onder leiding van de van Simca afkomstige Philippe Guédon het model op 90 punten aangepast, de auto werd onder andere iets langer en breder. In 1965 kwamen er twee modellen op de markt:
- Matra-Bonnet Djet V (1108cc-motor, 70 pk), topsnelheid 170 km/h.
- Matra-Bonnet Djet V S (1108cc-motor, 90 pk), topsnelheid 195 km/h.

Na de Parijse autosalon van 1965 werd de merknaam gewijzigd in Matra Sports en werd het Romeinse cijfer V vervangen door het cijfer 5. De modellen heten nu Matra Sports Djet 5 en Matra Sports Djet 5 S. Tevens werd een luxere versie leverbaar met houten dashboard en doorlopende bumper.
Eind 1966 ten slotte werd de naam Djet gewijzigd in Jet en kwam er een snellere versie bij: de Matra Sports Jet 6 met een 105 pk sterke 1255 cc Renault Gordini motor, die een topsnelheid van 210 km/h had.
Eind 1967 werd, nadat in totaal 1495 Djets en Jets door Matra zijn gebouwd, de productie gestaakt. De laatste Jets (allen Jet 6) werden in 1968 verkocht.

### M530

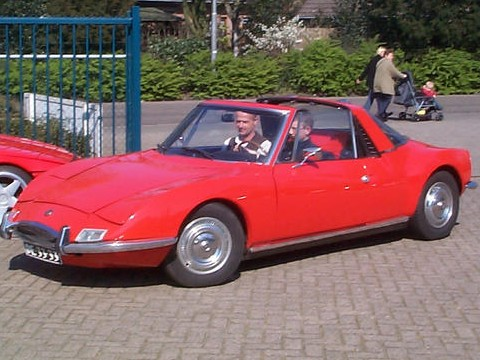
Matra Sports M530LX

In 1965 werd besloten tot de ontwikkeling van een meer toegankelijke sportwagen, een voiture des copains (vrij vertaald: 'auto voor kameraden'), als opvolger van de Jet. In 1967 introduceerde Matra de door Philippe Guédon getekende en eerste geheel zelf ontwikkelde M530A (vernoemd naar de R530 raket van Matra). Wederom een kunststofcarrosserie op een stalen chassis, ditmaal met een 1700 cc Ford V4 middenmotor, afkomstig van de Ford Taunus 15M TS, die 70 pk leverde. Door de compacte bouw van deze V-motor, was het mogelijk om 4 zitplaatsen te creëren in een 2+2 opstelling. Verder was deze, uiterst karakteristiek ontworpen auto, voorzien van een targadak en uitklapbare koplampen.
Vanaf 1970 werd de M530, na een kleine restyling door Michelotti, als Matra Sports M530LX aangeboden en onderhouden bij de Simcadealers. De achterruit kon nu open scharnieren, de bumpers waren aangepast, evenals de omlijsting van de achterlichten. Er kwam eind 1971 een vereenvoudigde versie op de markt, de M530SX, die echter niet in Nederland leverbaar was. De SX had vier vaste koplampen, een gesloten dak en zwarte bumpers, de LX had opklaplampen, een targadak en chromen bumpers, technisch waren deze wagens verder gelijk.
Matra stopte de productie van de M530 in 1973, na 9609 exemplaren te hebben gebouwd, om plaats te maken voor de Bagheera.

### Bagheera

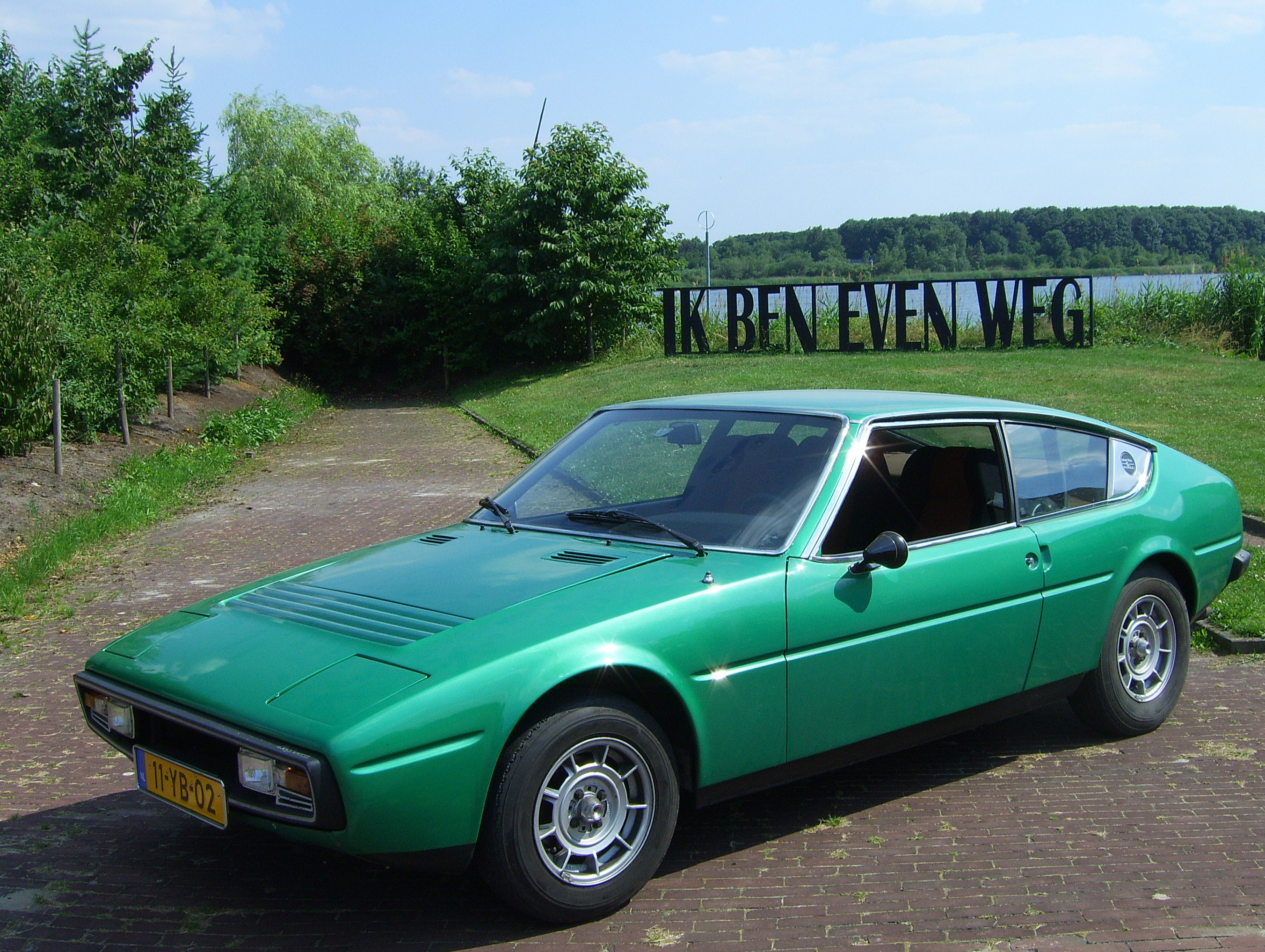
Matra Simca Bagheera type I

In 1973 verscheen de ook door Guédon ontworpen Matra Simca Bagheera type I, op basis van de Simca 1100 TI. Deze onderging in 1976 een facelift (type II) en in 1980 veranderde de naam van Matra Simca in Talbot Matra Bagheera, waarbij tevens kleine wijzigingen werden doorgevoerd (type III). Opvallend aan deze auto is de voorbank, waar ruimte is voor 3 personen.
Ondanks dat van de Bagheera 48.802 stuks werden geproduceerd, is er vrijwel geen goed exemplaar meer over door de extreme roestgevoeligheid van het chassis van deze auto.

### Rancho

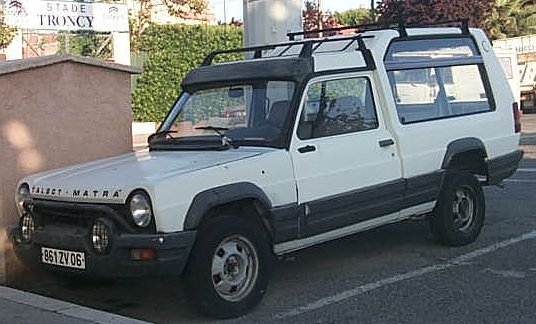
Talbot Matra Rancho

Matra introduceerde in 1977 voor het eerst een niet-sportwagenmodel: de Matra-Simca Rancho. De Rancho is gebouwd op basis van de Simca 1100 Fourgonnette, met een met kunststof aangepaste carrosserie. In feite is de Rancho een voorloper van de latere SUV-modellen, want hoewel de auto er als een stoere terreinwagen uitzag, had deze slechts voorwielaandrijving en een relatief kleine 1442cc-motor. Deze auto is in Nederland ook wel bekend van de jeugdserie Bassie en Adriaan. In modeljaar 1980 veranderde, net als bij de Bagheera, de merknaam en werd de auto als Talbot-Matra Rancho verkocht.
In 1984, na 56.457 geproduceerde exemplaren, stopte de productie. Ook deze auto werd geplaagd door de roestduivel (het jaarboek van De Onschatbare Klassieker vermeldt bij de Rancho: "een cursus lassen strekt tot de aanbeveling"), waardoor er slechts weinig goede exemplaren bewaard zijn gebleven.

### Murena

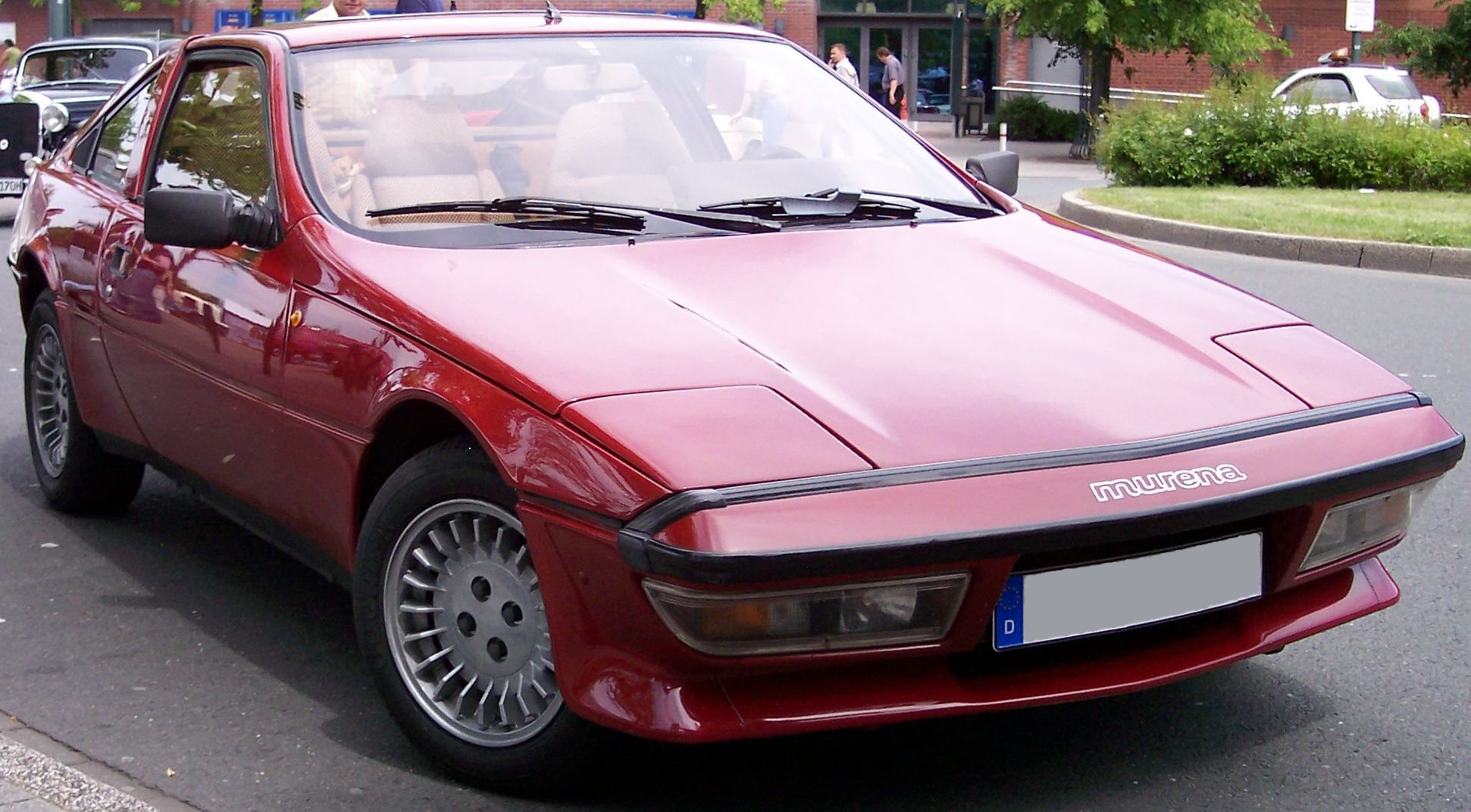
Talbot Matra Murena

In september 1980 kwam de opvolger van de Bagheera, de Murena, op de markt.
Er waren twee versies leverbaar, de Murena 1.6 met de 1592 cc (92 pk, topsnelheid 182 km/h) motor van de Talbot Solara, enige maanden na de introductie gevolgd door de Murena 2.2 met de 2156cc-motor (118 pk, topsnelheid 197 km/h) van de Talbot Tagora. Deze laatste bezorgde de Murena een meer bij het model passende prestaties.
In juli 1983 is de productie, na 10.680 exemplaren (5.640 Murena 1.6, 4.560 Murena 2.2 en 480 Murena 2.2 S) gestaakt, om plaats te maken voor de Renault Espace.

## Verdere ontwikkelingen

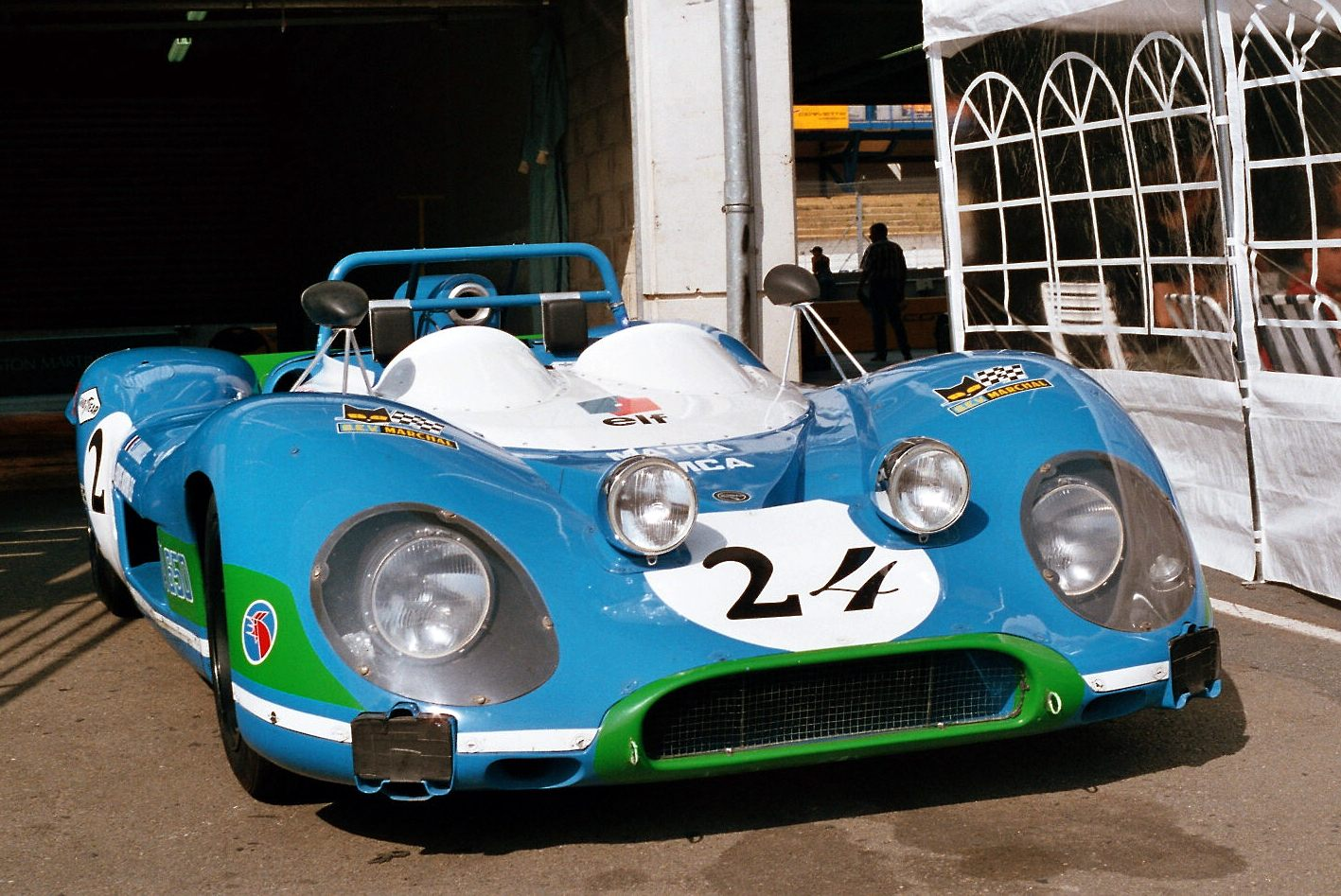
Matra MS650

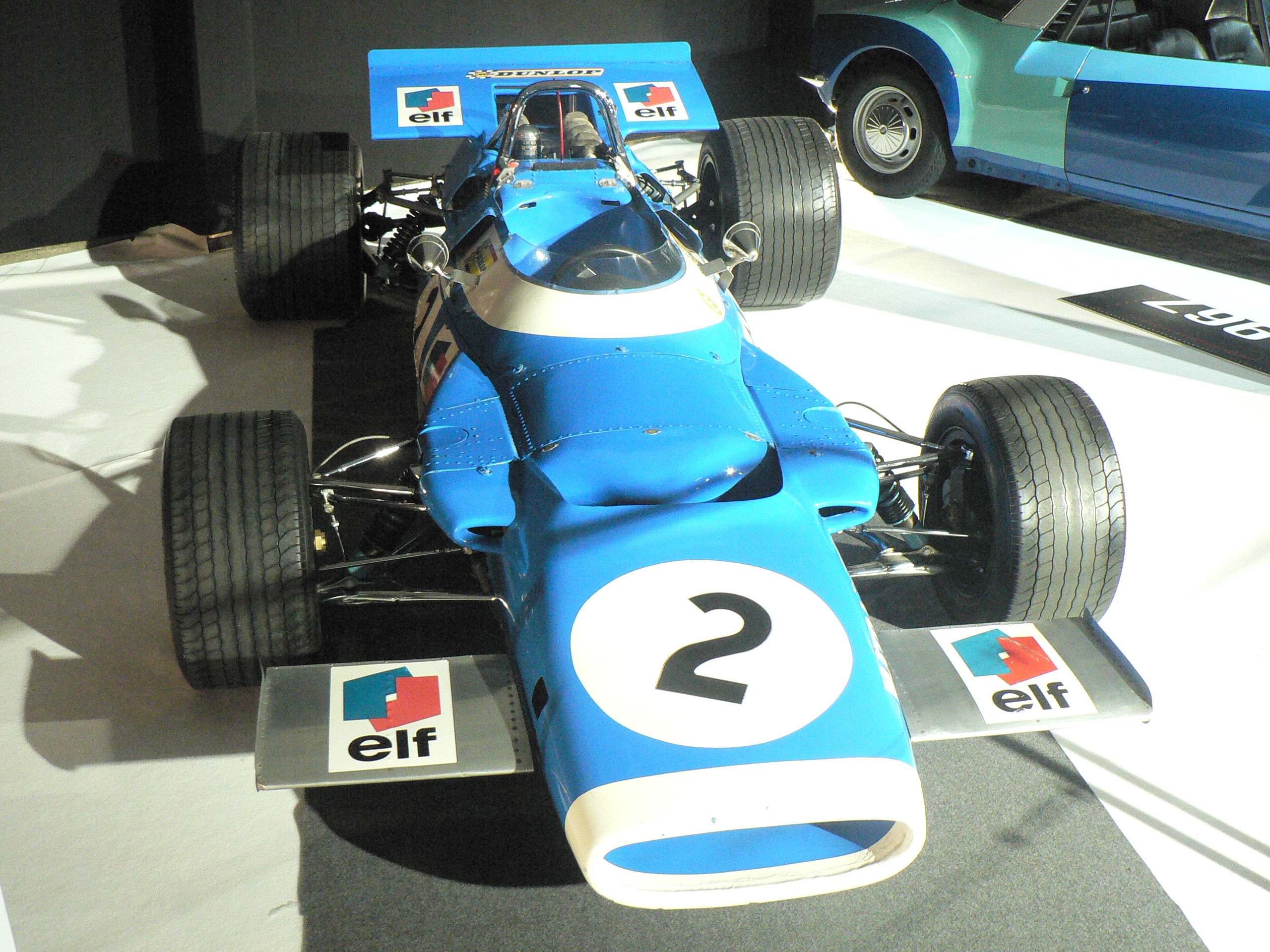
Matra MS80

### Formule 1
Naast het bouwen van auto's is Matra in de jaren zestig en zeventig ook actief geweest in de autosport, na succesvolle jaren in de F3 en F2, werd in 1969 het Formule 1 kampioen (Jackie Stewart won in de Matra MS80 met Cosworth krachtbron, die feitelijk ingezet werd door het Tyrrellteam). In 1967 werd een eigen 3 liter V12 motor ontwikkeld, waarvan een doorontwikkeling nog tot in 1982 werd gebruikt in de Ligier JS19 Formule 1-racewagen. Een nieuw ontwikkelde turbomotor zou nooit ingezet worden. Met veel overmacht werd in de jaren '72, '73 en '74 de 24 uur van Le Mans gewonnen.

### Overnames
In 1978 werd het moederbedrijf van Simca, Chrysler Europe, overgenomen door PSA (Peugeot, Citroën), waardoor PSA een aandeel in Matra Automobile kreeg. Matra ontwikkelde een nieuw, revolutionair concept, dat vandaag de dag bekendstaat als MPV. PSA stond op de rand van de financiële afgrond en toonde geen interesse, Renault zag er wel brood in begon op 15 december 1982 een samenwerking met Matra. Omdat Matra slechts over één productielijn beschikte, werd de productie van de Murena in 1983 gestopt, zodat de voorbereiding kon beginnen om uiteindelijk in april 1984 via Renault de Renault Espace op de markt te brengen. Ook hier werd weer een verzinkt chassis en een kunststofcarrosserie toegepast, waarbij in 1992 het model ingrijpend werd gewijzigd. In 2001 werd op basis van de Espace III de Renault Avantime, een mix tussen een coupé en een MPV, op de markt gebracht. Echter, toen Renault in 2002 de Espace IV in een andere fabriek ging bouwen en de Avantime onvoldoende verkocht, was dat de doodsteek voor de productieafdeling van Matra Automobile te Romorantin. In maart 2003 werd de autoproductie in de oude Normantfabriek gestaakt, de test- en ontwerpafdeling (Matra Automobile Engineering, gevestigd te Élancourt, vlak bij Parijs), werd overgenomen door Pininfarina. Op 13 januari 2009 nam Segula Technologies Matra Automobile Engineering over van Pininfarina.

### Huidige situatie
In Romorantin is een museum gevestigd waar een groot aantal auto's en racewagens van Matra tentoongesteld staan. Het Normant-Matrafabrieksgebouw in Romorantin, dat uit 1900 dateert, werd op 23 november 2008 voor het laatst geopend voor het publiek. Daarna werden de gebouwen op het fabrieksterrein gesloopt om plaats te maken voor woningbouw. De monumentale fabriekspoort is daarbij blijven staan.
De merknaam Matra wordt nu gebruikt voor elektrische voertuigen van Matra Manufacturing & Services, de productie vindt plaats in Romorantin en het hoofdkantoor bevindt zich in Élancourt.

## Trivia
- Van Matra zijn opvallend veel schaalmodellen gemaakt: de M530 door Märklin, de Matra Rancho door SIKU, Matchbox en Corgi, de Bagheera door Burago, Majorette en Norev en de Murena door Paradcar en Ministyle. Van de Matraracewagens bestaan zowel modellen als slotracers.
- De populaire jeugdserie Bassie en Adriaan werd voor de opnamen van Het geheim van de sleutel (1978) en De diamant (1979) gesponsord door Chrysler-Simca Nederland, in de vorm van een Matra-Simca Rancho. De seizoenen daarna werd de auto vervangen door een Honda Prelude, desondanks heette de Rancho sindsdien de 'Bassie en Adriaanauto'.
- Een hardnekkig gerucht, dat in diverse publicaties opduikt, is dat zowel de Bagheera als de Murena oorspronkelijk waren bedoeld om met een stuur in het midden (zoals de McLaren F1) te worden gebouwd. Dit wordt ontkend door Matraontwerpers, omdat een dergelijke constructie niet uit standaardonderdelen kon worden opgebouwd (de Bagheera heeft de stuurinrichting van de Simca 1100, de Murena die van de Simca Solara) en daardoor de auto zeer veel duurder zou maken.
- Matra werd in Nederland door garage Gruno in Den Haag geïmporteerd, van midden jaren zestig tot de tijd dat Matra, Matra/Simca werd.